# Бой на реке Тер
Бой на реке Тер 12 мая 1684 — сражение между частями французской армии маршала Бельфона и испанскими войсками князя де Бурнонвиля в ходе войны присоединений.

## Каталонский поход
Завершив военную операцию в Верхней Наварре (март-апрель), маршал Бельфон 24 апреля 1684 отправился из Сен-Жан-Пье-де-Пора в Руссильон, где принял командование армией, предназначенной для действий в Каталонии. Войска собрались к концу апреля, 1 мая прошли пограничные перевалы и вступили в Ла-Жункеру, где был организован пост для охраны конвоев. 2 мая армия встала лагерем у Санта-Льогаи, откуда был направлен гарнизон в Фигерас, чтобы помешать набегам испанских частей из Росаса. 3-го войска перешли Флувию и прибыли в Баскару. Там маршал узнал о том, что противник не располагал значительными силами и двумя днями ранее отвел кавалерию, стоявшую в деревнях Ампурдана, в Остальрик.
Слабость испанской обороны навела Бельфона на мысль об осаде Жироны, единственной в том районе крупной крепости, которой можно было овладеть без поддержки флота. Нехватка снаряжения, припасов и артиллерии вкупе с голодом, начавшимся в том году в провинции, вынудила прибегнуть к организации снабжения из Лангедока и потратить девять дней на отправку нескольких конвоев и создание крупного магазина в Баскаре. Войска в это время опустошали сельскую местность и собирали контрибуцию. После того как 10-го в Фигерас прибыл маркиз де Шазрон с двумя батальонами и отрядом маркиза де Рана (пять кавалерийских сотен и 60 драгун) маршал решил двигаться дальше и переправиться через вздувшийся от дождей Тер или у Мадигана, или, в случае если броды там окажутся непроходимы, у Понт-Майора.
Авангард маркиза де Крийона (батальон и 8 эскадронов) подошел к реке, где не рассчитывал встретить сопротивления, так как испанский командующий князь де Бурнонвиль все ещё собирал войска в Жироне, где находился один штатный гарнизон. У Мадиганского моста французы обнаружили испанских микелетов и конную стражу на высотах. Микелеты, убившие нескольких швейцарцев, были отогнаны, а кавалерия ушла, не приняв боя. Маршал двинулся к Понт-Майору. Спускаясь на равнину, французы увидели, что вода в реке очень высокая, и были удивлены тем, что в домах засела испанская пехота, а вперед выдвинуто кавалерийское охранение. Передовые части французов заставили всадников ретироваться, но, спустившись вниз, войска обнаружили противника, соорудившего укрепления у бродов и поставившего несколько батарей. Местные крестьяне сообщили маршалу, что накануне вечером Бурнонвиль прибыл со всей армией. Бельфон заключил из этого, что длительное пребывание вражеского генерала в Баскаре заставило князя изменить свои планы, и вместо того, чтобы укрепиться в Остальрике, Бурнонвиль решил оборонять Жирону.
Крийон обнаружил за Понт-Майором не охраняемый испанцами брод, но нашел его неподходящим из-за быстроты течения и обилия камней. Бельфон, раздраженный тем, что противник, сильно уступавший числом, создал препятствия переправе, послал разыскивать арьергардные части, и за полчаса до полуночи начала прибывать артиллерия кампмаршала Ревеля. Вода начала спадать, и французам удалось найти брод, которым они, хотя и с трудом, надеялись пройти.
Бельфон решил одновременно атаковать силами кордебаталии Понт-Майор и форсировать реку вброд, приказав авангарду генерал-лейтенанта Кальво и кампмаршала Ревеля переправляться в следующем порядке: в первой линии батальон Ларре и два батальона Кёнигсмарка, драгуны, 3 эскадрона кроатов, 4 Крийона, 4 шевалье герцога и 4 Вильнёва. Герцог командовал кавалерией, де Ламот и дю Созуа штатной гвардией. Затем шли гвардейский эскадрон кроатов, эскадрон маркиза де Туара, батальон Кастра, два батальона Фюрстенберга, батальоны Ступпы и Сент-Мора. Во второй линии батальоны Дампьера, Немецкий, ещё один Ступпы. Ламот-Пайо командовал кавалерией правого крыла, позади первой линии пехоты.

## Бой за переправу
12 мая батальоны подошли к Понт-Майору на расстояние мушкетного выстрела от укрепленного испанцами брода, в ожидании, когда Кальво должен был пустить через реку спешенных драгун. Кроаты шли за первым батальоном Кёнигсмарка, начавшим переправу вместе с батальоном Ларре. Второй батальон Кёнигсмарка, видя, что много солдат первого ушло под воду, не хотел переправляться. Тем временем Кальво, не дожидаясь отставших, атаковал первый вражеский пост. Ламот приказал батальонам Кастра, Фюрстенберга и Ступпы открыть огонь по противнику. Под маркизом де Ларре была убита лошадь, а переправа была столь неудобной, что его части не могли вести достаточно сильный огонь. Кастр и Фюрстенберг держались с большой твердостью. В это время Кальво бросил драгун и свою пехоту влево, где оборонялись микелеты и испанские драгуны, а три кроатских эскадрона обошли неприятеля по канавам и буграм и разбили эскадроны испанцев.
Увидев стрельбу на участке Кальво, Бельфон приказал батальону Сент-Мора атаковать противника в Понт-Майоре. Вскоре французы овладели домами и сооруженным позади них ретраншементом, но на середине моста наткнулись на барьер, террасированный и трудно преодолимый. Подполковник Кальво решился пройти по парапету моста, балансируя в воздухе, и спрыгнуть по другую сторону барьера. За ним последовали другие офицеры и солдаты, и в скором времени отряд вышел ко второму барьеру на противоположном конце моста, фланкированному соседними домами. Преодолев сопротивление противника, французы овладели этой преградой. Установив два орудия, которые швейцарцы перенесли на руках, Кальво двинулся вдоль улицы, отбросил испанский полк, затем, когда улица повернула направо, наткнулся на эскадрон, который его пехота обратила в бегство, атаковав пиками. Бельфон направил для поддержки отряда батальоны Ступпы и Фюрстенберга и эскадрон Кёнигсмарка.
На участке генерала Кальво драгуны, у которых отсырел порох, вставили в дула фузей байонеты и с батальонами Кёнигсмарка и Ларре, по той же причине вооруженными пиками, двинулись на помощь кроатам и разбили остаток вражеской кавалерии. Занявшему позицию на высоте Кальво маршал сообщил, что переправа захвачена. Ларре обрушил на испанский берег сильный огонь, и противник, опасаясь, что, скопившись в домах, будет взят в плен, начал отступление, чтобы встать лагерем на соседней возвышенности. Наступление ночи помешало французам преследовать пехоту, а большая дорога на Жирону облегчила отступление кавалерии.
Ревель и Крийон свалились в воду и пытались переплыть реку, но затем все-таки приняли участие в сражении. Герцог получил три контузии. Испанская кавалерия в беспорядке отступила к Остальрику, войска Бурнонвиля бросили часть обоза. Потери французов составили три сотни убитыми, утонувшими и ранеными, испанцы потеряли 800 человек на месте и 400 было взято в плен. Победа на переправе через Тер открыла маршалу Бельфону путь на Жирону, которую он осадил через несколько дней.

## Комментарии
1. ↑  11 пехотных полков (10 500 человек) и 15 эскадронов по 300 всадников (4500 человек (Girbal, p. 7)
2. ↑  Испанские терсио и немецкие пехотные полки. 3 мая из Остальрика подошли несколько рот кавалерии, а остальные прибыли на следующий день под командованием генерал-лейтенанта Висенте Моньота, который стал лагерем рядом с Тером, где оставался в течение нескольких дней, а затем перешел в Авельянеду, в полулиге от Жироны, на Барселонском шоссе (Girbal, p. 7)